# Liatris weaveri
Liatris weaveri là một loài thực vật có hoa trong họ Cúc. Loài này được Shinners mô tả khoa học đầu tiên năm 1943.